# Leslie Ekker
Leslie George Ekker  (* 15. August 1955 in Hollywood, Kalifornien) ist ein US-amerikanischer Filmtechniker, der sich auf visuelle Effekte spezialisiert hat.

## Leben
Nach seinem Abschluss am Art Center College of Design begann Leslie seine Karriere 1979 als Designer und Visual Effects Animator bei Star Trek – Der Film. Danach begann er Modellbau bei Blade Runner und wurde Abteilungsleiter bei Digital Domain. Schließlich wurde er dann Visual Effects Supervisor und Creative Director bei Filmen wie True Lies, Titanic und Apollo 13, für welchen er eine BAFTA-Award- und eine Oscarnominierung erhielt.

## Filmografie
- 1979: Star Trek: Der Film (Star Trek: The Motion Picturet)
- 1977: Unheimliche Begegnung der dritten Art (Close Encounters of the Third Kind)
- 1982: Blade Runner
- 1984: Ghostbusters – Die Geisterjäger (Ghost Busters)
- 1984: Buckaroo Banzai – Die 8. Dimension (The Adventures of Buckaroo Banzai Across the 8th Dimension)
- 1984: 2010 – Das Jahr, in dem wir Kontakt aufnehmen (2010)
- 1986: Poltergeist II – Die andere Seite (Poltergeist II: The Other Side)
- 1986: Der Knabe, der fliegen konnte (The Boy Who Could Fly)
- 1987: Masters of the Universe
- 1988: Vibes – Die Jagd nach der glühenden Pyramide (Vibes)
- 1990: Starfire ("Solar Crisis)
- 1990: Edward mit den Scherenhänden (Edward Scissorhands)
- 1991: Das Leben stinkt (Life Stinks)
- 1991: Hook
- 1989–1992: Geschichten aus der Gruft (Tales from the Crypt, Fernsehserie, 2 Folgen)
- 1992: Bram Stokers Dracula (Dracula)
- 1994: Schiffsjunge ahoi! (Cabin Boy)
- 1994: True Lies – Wahre Lügen (True Lies)
- 1995: Apollo 13
- 1997: Titanic
- 2002: Adaption – Der Orchideen-Dieb (Adaptation.)
- 2012: Midnight Sun
- 2012: Mockingbird Lane

## Auszeichnungen
- 1996: British Academy Film Award: Auszeichnung in der Kategorie Beste visuelle Effekte für Apollo 13
- 1996: Oscar: Nominierung in der Kategorie Beste visuelle Effekte für Apollo 13